# Fábrica Nacional de Motores

Logo der FNM mit dem Schlangen-Motiv des Alfa Romeo Logos.

Die Fábrica Nacional de Motores (FNM), üblicherweise „Fenemê“ genannt, war ein brasilianischer Hersteller von Motoren und Kraftfahrzeugen mit Sitz in Duque de Caxias im Norden der Stadt Rio de Janeiro. Die 1942 gegründete Firma, die jahrelang modifizierte Last- und Personenkraftwagen des italienischen Herstellers Alfa Romeo hergestellt hatte, ging nach der Übernahme dieser Firma durch Fiat 1988 im Iveco-Konzern auf.
2008 erwarb ein in Rio de Janeiro ansässiges Unternehmen die Rechte zur Nutzung des Markennamens und des vom klassischen Alfa Romeo-Logo inspirierten Logos.  In der Reinkarnation des Unternehmens steht FNM nunmehr für Fábrica Nacional de Mobilidade. Die neue Firma stellt in Caxias do Sul (RS) Lastkraftwagen im Retrostil mit Elektroantrieb her.

## Geschichte

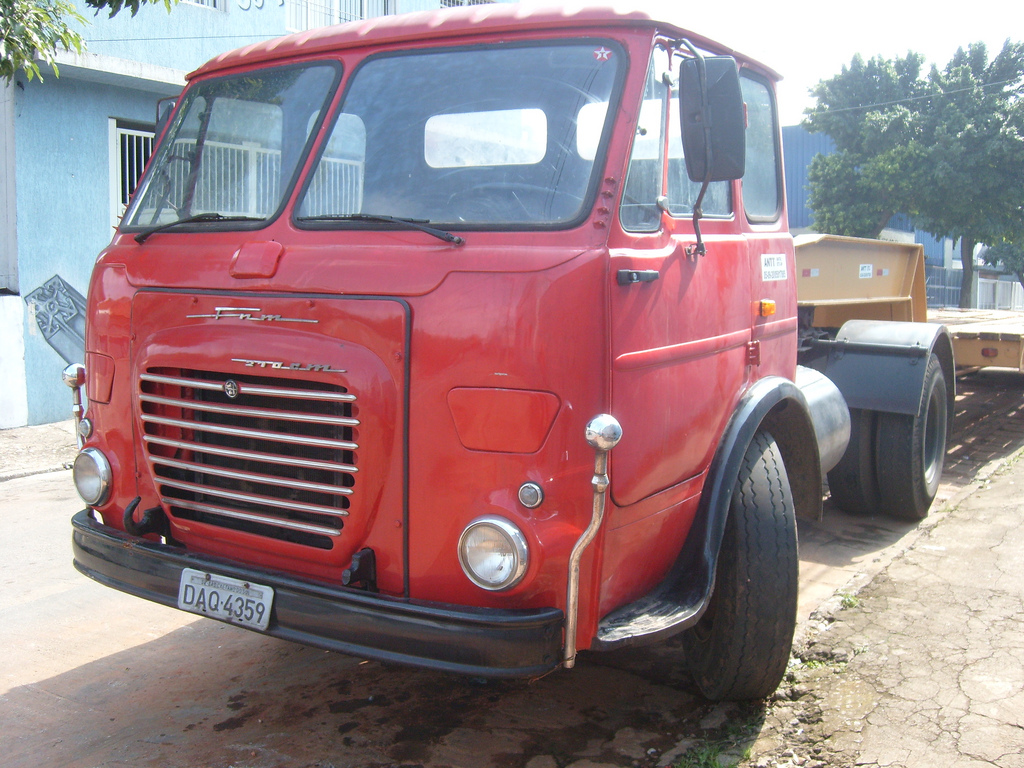
FNM Lastkraftwagen.

Das Unternehmen wurde 1942 vom brasilianischen Staat im Zuge der Politik des Estado Novo unter dem Präsidenten Getúlio Dornelles Vargas gegründet. Zunächst wurden Flugzeugmotoren nach Lizenz des amerikanischen Produzenten Curtiss-Wright hergestellt.
Nach dem Zweiten Weltkrieg wurde entschieden, das Produktionsprogramm auf die Herstellung von Lastkraftwagen umzustellen. Mit dem italienischen Hersteller Isotta Fraschini wurde 1949 ein Lizenzvertrag geschlossen. Wenig später musste Isotta Fraschini jedoch aus wirtschaftlichen Gründen die Tore schließen. Zwei Jahre später konnte mit Alfa Romeo ein neuer LKW-Technologiepartner gefunden werden. Über viele Jahre war FNM der einzige Produzent von schweren und mittelschweren Lastkraftwagen in Brasilien.
1961 wurde die Zusammenarbeit mit Alfa Romeo auf Personenkraftwagen ausgedehnt. Der Anfang war die viertürige Limousine des Modells Alfa Romeo 2000 Berlina, die unter dem Namen FNM 2000 verkauft wurde. Die Motoren wurden gegenüber den ursprünglichen 2000 cm³ mit 105 PS auf 1975 cm³ mit 95 PS gedrosselt.
1963 wurde der Markenname FNM für Pkw aufgegeben. Danach wurden die Fahrzeuge als Alfa Romeo vermarktet.
Mit dem zweitürigen Coupé Onça wurde 1966 auch ein eigenständiges elegantes Modell entwickelt, dessen Linien unverkennbar an die erste Generation des Ford Mustang erinnern.

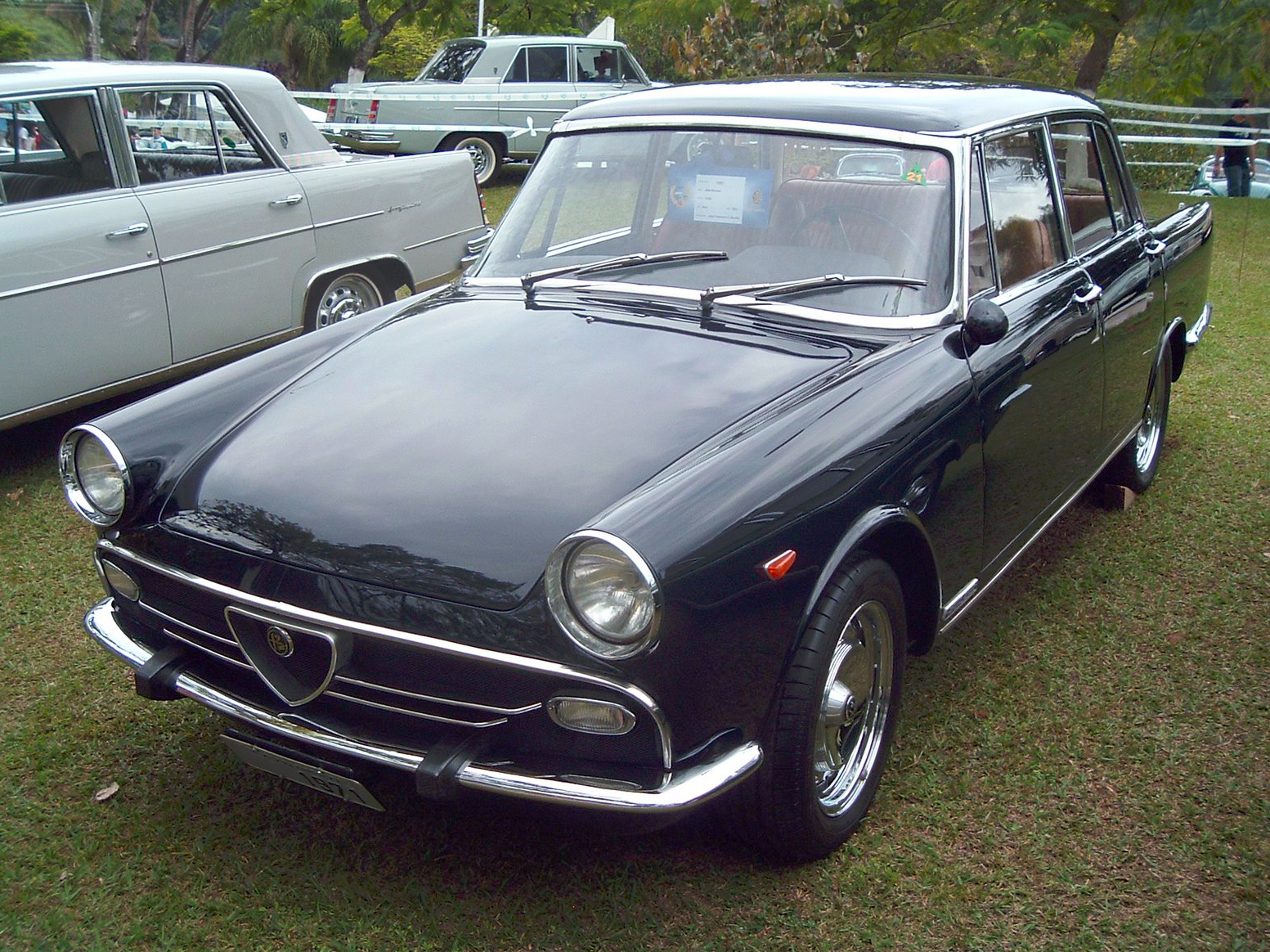
1971 FNM Alfa Romeo 2150

1968 übernahm Alfa Romeo die Mehrheit bei FNM. Die PKW-Motoren wurden auf 2150 cm³ und dann auf 2300 cm³ vergrößert. 1974 gab es einen Modellwechsel; äußerlich ähnelte dieser FNM 2300 zwar der 1972 eingeführten Alfa Romeo Alfetta, baute aber auf der technischen Grundlage des Vorgängermodells auf. So waren beim 2300 der Radstand um 21 cm und die Karosserie um 41 cm länger als bei der Alfetta und das Getriebe war nicht zusammen mit dem Differential an der Hinterachse platziert, sondern konventionell am Motor angeflanscht. Dieses Modell wurde bis November 1986 hergestellt und 1981 unter der Bezeichnung Alfa Rio auch kurzzeitig von Alfa Romeo Deutschland angeboten.
Nach der Übernahme von Alfa Romeo durch Fiat 1986 wurde FNM in die Fiat-Gruppe integriert. 1988 wurde der Markenname FNM durch die Fiat-Marke Iveco ersetzt und die Produktion auf Lieferwagen und Lastkraftwagen des Iveco-Programms konzentriert.
Produktionszahlen FNM 2000/2150, soweit ermittelbar:
- 1966: 474
- 1967: 714
- 1968:
- 1969: 555
- 1970: 1.209
- 1971: 800
- 1972: 600

| Technische Daten FNM 2000/Onça/2150/2300 |                                                           |                                                           |                                                           |                                                           |                                                        |                                                        |                                                        |
| FNM:                                     | 2000                                                      | 2000 TIMB                                                 | Onça                                                      | 2150                                                      | 2300 (1975)                                            | 2300 ti (1975)                                         | TI4 (1985)                                             |
| Motor:                                   | 4-Zylinder-Reihenmotor (Viertakt)                         | 4-Zylinder-Reihenmotor (Viertakt)                         | 4-Zylinder-Reihenmotor (Viertakt)                         | 4-Zylinder-Reihenmotor (Viertakt)                         | 4-Zylinder-Reihenmotor (Viertakt)                      | 4-Zylinder-Reihenmotor (Viertakt)                      | 4-Zylinder-Reihenmotor (Viertakt)                      |
| Hubraum:                                 | 1975 cm³                                                  | 1975 cm³                                                  | 1975 cm³                                                  | 2132 cm³                                                  | 2310 cm³                                               | 2310 cm³                                               | 2310 cm³                                               |
| Bohrung × Hub:                           | 84,5 × 88 mm                                              | 84,5 × 88 mm                                              | 84,5 × 88 mm                                              | 84,5 × 95 mm                                              | 88 × 95 mm                                             | 88 × 95 mm                                             | 88 × 95 mm                                             |
| Leistung bei 1/min:                      | 70 kW (95 PS) bei 5400                                    | 77 kW (105 PS) bei 5700                                   | 85 kW (115 PS) bei 5900                                   | 81 kW (110 PS) bei 5700                                   | 103 kW (140 SAE-PS) bei 5700                           | 110 kW (149 SAE-PS) bei 5700                           | 95 kW (130 PS) bei 5500                                |
| Max. Drehmoment bei 1/min:               | 153 Nm bei 3600                                           | 153 Nm bei 3600                                           | 153 Nm bei 3600                                           | 167 Nm bei 3900                                           | 214 Nm bei 3500                                        | 235 Nm bei 3500                                        | 235 Nm bei 3500                                        |
| Gemischaufbereitung:                     | 1 Fallstrom-Doppelvergaser Solex 35 APAIG                 | 2 Vergaser Solex 44 PHH                                   | 2 Vergaser Solex 44 PHH                                   | 1 Fallstrom-Doppelvergaser Solex 35 APAIG                 | 1 Doppelvergaser                                       | 2 Doppelvergaser                                       | 1 Doppelvergaser                                       |
| Ventilsteuerung:                         | DOHC, Kette                                               | DOHC, Kette                                               | DOHC, Kette                                               | DOHC, Kette                                               | DOHC, Kette                                            | DOHC, Kette                                            | DOHC, Kette                                            |
| Kühlung:                                 | Wasserkühlung                                             | Wasserkühlung                                             | Wasserkühlung                                             | Wasserkühlung                                             | Wasserkühlung                                          | Wasserkühlung                                          | Wasserkühlung                                          |
| Getriebe:                                | 5-Gang-Getriebe, Lenkradschaltung                         | 5-Gang-Getriebe, Mittelschaltung                          | 5-Gang-Getriebe, Mittelschaltung                          | 5-Gang-Getriebe, Mittelschaltung                          | 5-Gang-Getriebe, Mittelschaltung                       | 5-Gang-Getriebe, Mittelschaltung                       | 5-Gang-Getriebe, Mittelschaltung                       |
| Radaufhängung vorn:                      | je zwei ungleich lange Dreieckslenker, Schraubenfedern    | je zwei ungleich lange Dreieckslenker, Schraubenfedern    | je zwei ungleich lange Dreieckslenker, Schraubenfedern    | je zwei ungleich lange Dreieckslenker, Schraubenfedern    | je zwei ungleich lange Dreieckslenker, Schraubenfedern | je zwei ungleich lange Dreieckslenker, Schraubenfedern | je zwei ungleich lange Dreieckslenker, Schraubenfedern |
| Radaufhängung hinten:                    | Starrachse, Längslenker, Schraubenfedern                  | Starrachse, Längslenker, Schraubenfedern                  | Starrachse, Längslenker, Schraubenfedern                  | Starrachse, Längslenker, Schraubenfedern                  | Starrachse, Längslenker, Schraubenfedern               | Starrachse, Längslenker, Schraubenfedern               | Starrachse, Längslenker, Schraubenfedern               |
| Bremsen:                                 | Vierrad-Trommelbremsen 2150: a.W. vordere Scheibenbremsen | Vierrad-Trommelbremsen 2150: a.W. vordere Scheibenbremsen | Vierrad-Trommelbremsen 2150: a.W. vordere Scheibenbremsen | Vierrad-Trommelbremsen 2150: a.W. vordere Scheibenbremsen | Scheiben vorne, Trommeln hinten                        | Scheiben vorne, Trommeln hinten                        | Scheiben rundum                                        |
| Lenkung:                                 | Schneckenlenkung                                          | Schneckenlenkung                                          | Schneckenlenkung                                          | Schneckenlenkung                                          | Schneckenlenkung                                       | Schneckenlenkung                                       | Schneckenlenkung                                       |
| Karosserie:                              | Stahlblech, selbsttragend                                 | Stahlblech, selbsttragend                                 | Stahlblech, selbsttragend                                 | Stahlblech, selbsttragend                                 | Stahlblech, selbsttragend                              | Stahlblech, selbsttragend                              | Stahlblech, selbsttragend                              |
| Spurweite vorn/hinten:                   | 1400/1370 mm                                              | 1400/1370 mm                                              | 1400/1370 mm                                              | 1400/1370 mm                                              | 1397/1400 mm                                           | 1397/1400 mm                                           | 1397/1400 mm                                           |
| Radstand:                                | 2720 mm Onça: 2500 mm                                     | 2720 mm Onça: 2500 mm                                     | 2720 mm Onça: 2500 mm                                     | 2720 mm Onça: 2500 mm                                     | 2730 mm                                                | 2730 mm                                                | 2730 mm                                                |
| Abmessungen:                             | 4715 × 1700 × 1450 mm Onça: 4425 × 1670 × 1290 mm         | 4715 × 1700 × 1450 mm Onça: 4425 × 1670 × 1290 mm         | 4715 × 1700 × 1450 mm Onça: 4425 × 1670 × 1290 mm         | 4715 × 1700 × 1450 mm Onça: 4425 × 1670 × 1290 mm         | 4690–4719 × 1692 × 1362 mm                             | 4690–4719 × 1692 × 1362 mm                             | 4690–4719 × 1692 × 1362 mm                             |
| Leergewicht:                             | 1360 kg Onça: 1100 kg                                     | 1360 kg Onça: 1100 kg                                     | 1360 kg Onça: 1100 kg                                     | 1360 kg Onça: 1100 kg                                     | 1360 kg Onça: 1100 kg                                  | 1360 kg Onça: 1100 kg                                  | 1412 kg                                                |
| Höchstgeschwindigkeit:                   | 155 km/h                                                  | 165 km/h                                                  | 175 km/h                                                  | 165 km/h                                                  | 170 km/h                                               | 175 km/h                                               | 170 km/h                                               |
| 0–100 km/h:                              | nicht angegeben                                           | nicht angegeben                                           | nicht angegeben                                           | nicht angegeben                                           | nicht angegeben                                        | nicht angegeben                                        | 12,0 s                                                 |
| Verbrauch (Liter/100 Kilometer):         | 10,5 N                                                    | 10,5 N                                                    | 10,5 N                                                    | 10,5 N                                                    | nicht angegeben                                        | nicht angegeben                                        | nicht angegeben                                        |